# Melanoplus bernardinae
Melanoplus bernardinae är en insektsart som beskrevs av Morgan Hebard 1920. Melanoplus bernardinae ingår i släktet Melanoplus och familjen gräshoppor. Inga underarter finns listade i Catalogue of Life.